# El corazón nunca se equivoca
 (срп. Срце никад не греши) мексичка је теленовела, продукцијске куће Телевиса, снимана 2019.

## Улоге
| Глумац           | Улога                 |
| ---------------- | --------------------- |
| Летисиа Калдерон | Елса Реиносо          |
| Серхио Сендел    | Убалдо Ортега         |
| Лаура Флорес     | Соледад Елизалде      |
| Виктор Гонзалез  | Олегарио Сервантес    |
| Елена Рохо       | Дора Ортега           |
| Габриела Платас  | Попи Полита Кастанеда |
| Нуриа Бахес      | Нора Ортега           |
| Арат де ла Торе  | Франциско Панчо Лопез |
| Емилио Осорио    | Аристотелес Корсега   |
| Хоакин Бондони   | Куаутемок Темо Лопез  |